# Kościół Chrystusa Zbawiciela w Kluczborku
Kościół Ewangelicko-Augsburski imienia Chrystusa Zbawiciela w Kluczborku – polski parafialny kościół Ewangelicko-Augsburski, należący do diecezji katowickiej, znajdujący się przy placu Gdacjusza w Kluczborku.

## Historia i wnętrze kościoła

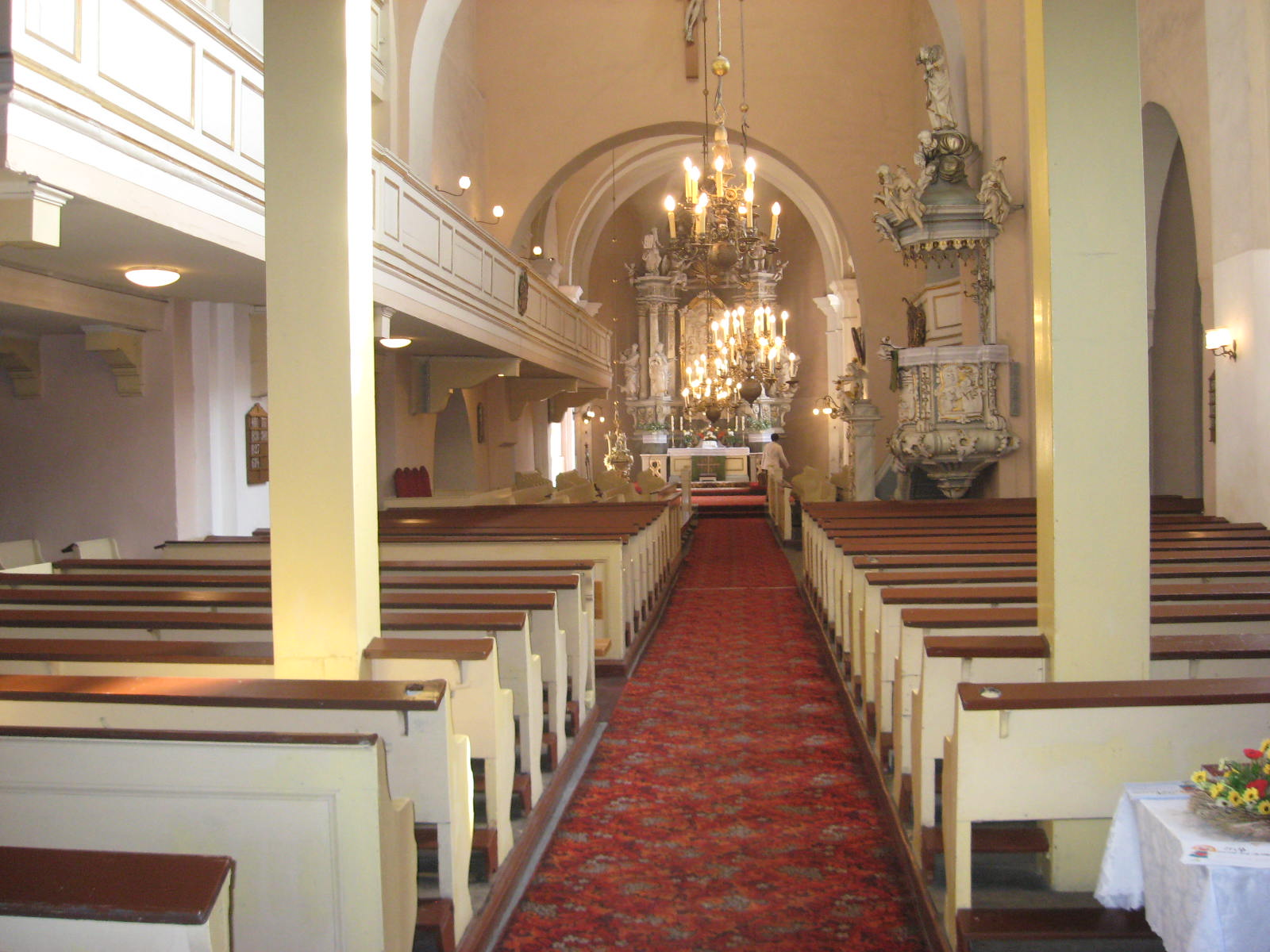
Nawa główna - w głębi prezbiterium

Gotycki kościół ewangelicko-augsburski i jego wieża widokowa jest jednym z najcenniejszych i najstarszych zabytkowych obiektów Kluczborka. Został zbudowany w XIV wieku na miejscu poprzedniego, pochodzącego z 1298 roku. Wybudowana wówczas świątynia składała się z XIII-wiecznego prezbiterium (wykonana we wczesnogotyckim stylu) oraz z XIV-wiecznej wieży. W wyniku częstych pożarów kościół był wielokrotnie odbudowywany, przez co zmieniał swój wygląd. Od 1527 roku jest świątynią ewangelicką. Pożar z 1737 roku spowodował całkowite zniszczenie świątyni, ratusza i budynków mieszkalnych. Odbudowano wieżę, a także nawę boczną (w części zachodniej kościoła). Drewniany strop zastąpiono sklepieniem. 
W latach 1743–1745 wnętrze kościoła zostało ponownie gruntownie przebudowane. Obecny wystrój świątyni utrzymany jest w ulubionym przez rokoko kolorach: białym i złotym. Bogato zdobione rzeźby i płaskorzeźby są prawdziwymi perłami sztuki sakralnej z okresu baroku. Datowane są na lata 1750–1760. Z tego okresu pochodzą też m.in. ołtarz, ambona, chrzcielnica i prospekt organowy. W latach 1795–1797 nadbudowano górną kondygnację wieży, a w 1806 roku zamontowano na niej zegar. Około 1821 roku dach pokryto dachówką, a kopułę wieży blachą. Po południowej stronie kościoła dobudowano zakrystię. W latach 1708–1769 plac wokół kościoła służył jako cmentarz.
Pod koniec 2021 roku zakończyły się prace konserwatorskie. Renowacjom poddane zostały drzwi wejściowe, fragmenty elewacji jak i okna witrażowe. Dodatkowo na wieży został osadzony krzyż wraz z kapsułą czasu.

## Organy

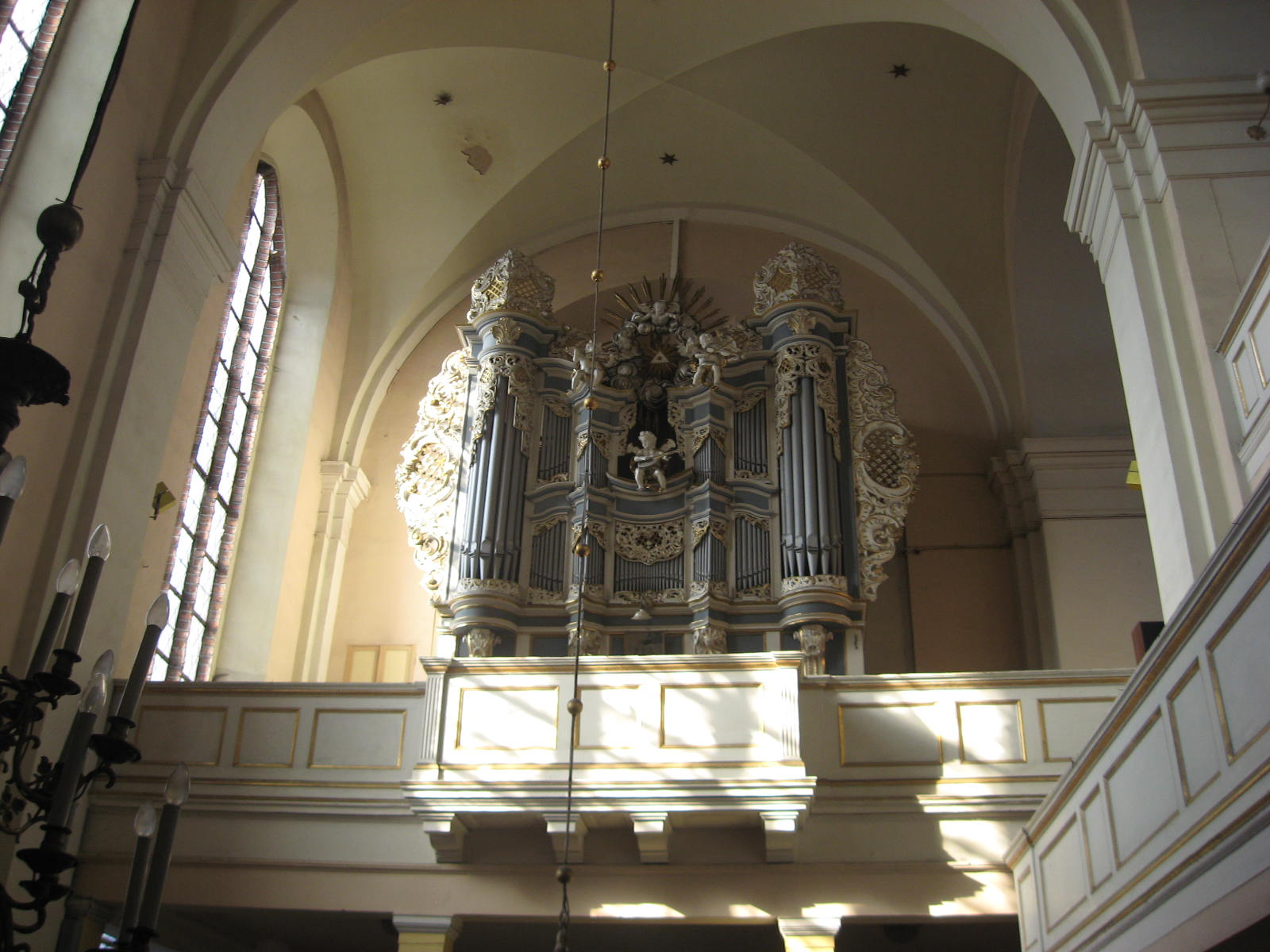
Organy

Organy, jak i obecny wystrój kościoła, pochodzą z lat 1750–1760. Zaprojektowane zostały przez Leopolda Jaschke z Wrocławia w stylu regencyjno-rokokowym. W 1899 r. instrument przebudowała firma Schlag & Söhne ze Świdnicy.
Wyremontowane organy w kościele umożliwiły zorganizowanie cyklów koncertów organowych w wykonaniu wybitnych polskich i zagranicznych wykonawców od 1985 roku do chwili obecnej.
Dyspozycja instrumentu:
| Manuał I               | Manuał II              | Pedał             |
| ---------------------- | ---------------------- | ----------------- |
| 1. Floete 8'           | 1. Prog. Harm. 3 fach  | 1. Posaune 16'    |
| 2. Gemshorn 8'         | 2. Geigenprinzipal 8'  | 2. Quinte 10 2/3' |
| 3. Gambe 8'            | 3. Gedackt 16'         | 3. Octavbass 8'   |
| 4. Principal 8'        | 4. Salicet 8'          | 4. Cello 8'       |
| 5. Hohfloete 4'        | 5. Flaut travers 4'    | 5. Violon 16'     |
| 6. Octave 4'           | 6. Octave 4'           | 6. Bassfloete 8'  |
| 7. Rauschquinte 2 fach | 7. Portunal 8'         | 7. Subbass 16'    |
| 8. Bordun 16'          | 8. Aeoline 8'          |                   |
| 9. Cornett 3 fach      | 9. Lieblich Gedackt 8' |                   |
| 10. Mixtur 3-4 fach    |                        |                   |
| 11. Trompete 8'        |                        |                   |

## Dzwony

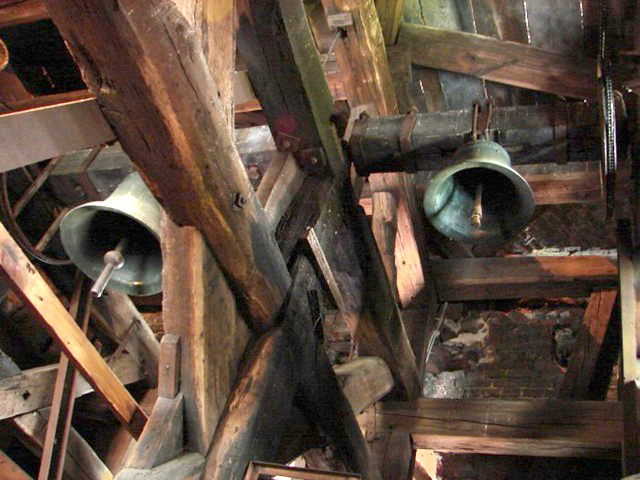
Dzwony

W przeszłości świątynia ta posiadała trzy dzwony, które wskutek pożarów kościoła w latach 1659, 1737, 1788 i 1795 ulegały zniszczeniu. Po pierwszym pożarze w 1659 r. odlano tylko jeden dzwon – duży. Średni dzwon odlano w 1693, a mały w 1694 r. Wszystkie dzwony odlała Ludwisarnia Petera Brucka w Brzegu. Po kolejnym pożarze (1737) odlano nowe dzwony – duży i średni w Ludwisarni Schnellenratha we Wrocławiu. 29 września 1738 r. zabiły one po raz pierwszy. W 1781 odlano tylko jeden dzwon, którego fundatorem był Ludwik Ostadlo. Instrument ten posiadał napis testamentowy mówiący o tym, aby co rok 22 czerwca dzwonił godzinę upamiętniając godzinę śmierci fundatora.
Obecnie na wieży wiszą trzy dzwony wykonane ze starych nadtopionych dzwonów w Ludwisarni Kriegera we Wrocławiu. Odzywają się na rozpoczęcie i zakończenie nabożeństwa. Inskrypcja na jednym z nich mówi: ,,Błogosławieni są ci, którzy słuchają słowa Bożego i zachowują je".